# 新里テレビ中継局
新里テレビ中継局（にいさとテレビちゅうけいきょく）は、岩手県宮古市の旧新里村域に置かれているテレビ中継局である。

## 中継局概要

### デジタルテレビ放送
| リモコン 番号 | 放送局名               | チャンネル 番号 | 空中線 電力 | ERP  | 偏波面   | 放送対象地域 | 放送区域 内世帯数 | 運用開始日      |
| ------------- | ---------------------- | --------------- | ----------- | ---- | -------- | ------------ | ----------------- | --------------- |
| 1             | NHK 盛岡総合           | 28              | 1W          | 8.3W | 水平偏波 | 岩手県       | 約500世帯         | 2009年 10月30日 |
| 2             | NHK 盛岡教育           | 30              | 1W          | 8.3W | 水平偏波 | 全国         | 約500世帯         | 2009年 10月30日 |
| 4             | TVI テレビ岩手         | 24              | 1W          | 8.3W | 水平偏波 | 岩手県       | 約500世帯         | 2009年 10月30日 |
| 5             | IAT 岩手朝日テレビ     | 22              | 1W          | 8.3W | 水平偏波 | 岩手県       | 約500世帯         | 2009年 10月30日 |
| 6             | IBC 岩手放送           | 26              | 1W          | 8.3W | 水平偏波 | 岩手県       | 約500世帯         | 2009年 10月30日 |
| 8             | mit 岩手めんこいテレビ | 20              | 1W          | 8.3W | 水平偏波 | 岩手県       | 約500世帯         | 2009年 10月30日 |

- 所在地： 宮古市（茂市 東方高地）[1]
- 放送区域： 宮古市の一部[1]
- 2009年6月24日に予備免許が交付され[3][4]、9月中旬から試験電波を発射[4]。10月26日に本免許が交付され[2]、10月30日に本放送を開始した[2]。

### アナログテレビ放送
| チャンネル 番号 | 放送局名               | 空中線 電力       | ERP              | 偏波面   | 放送対象地域 | 放送区域 内世帯数 | 運用開始日      |
| --------------- | ---------------------- | ----------------- | ---------------- | -------- | ------------ | ----------------- | --------------- |
| 50              | NHK 盛岡教育           | 映像10W/ 音声2.5W | 映像95W/ 音声24W | 水平偏波 | 全国         | 602世帯           | 1969年 11月21日 |
| 52              | NHK 盛岡総合           | 映像10W/ 音声2.5W | 映像95W/ 音声24W | 水平偏波 | 岩手県       | 602世帯           | 1969年 11月21日 |
| 54              | IBC 岩手放送           | 映像10W/ 音声2.5W | 映像93W/ 音声23W | 水平偏波 | 岩手県       | 602世帯           | 1979年 9月12日  |
| 56              | TVI テレビ岩手         | 映像10W/ 音声2.5W | 映像93W/ 音声23W | 水平偏波 | 岩手県       | 602世帯           | 1981年 4月17日  |
| 58              | mit 岩手めんこいテレビ | 映像10W/ 音声2.5W | 映像93W/ 音声23W | 水平偏波 | 岩手県       | 602世帯           | 1993年 11月19日 |
| 60              | IAT 岩手朝日テレビ     | 映像10W/ 音声2.5W | 映像93W/ 音声23W | 水平偏波 | 岩手県       | 612世帯           | 1999年 11月26日 |

- 2011年7月24日の停波を以って廃局となる予定だったが、同年3月11日に発生した東日本大震災の影響により、アナログ波停波が2012年3月31日まで延期された。